# Pumpspeicherkraftwerk Dinorwig

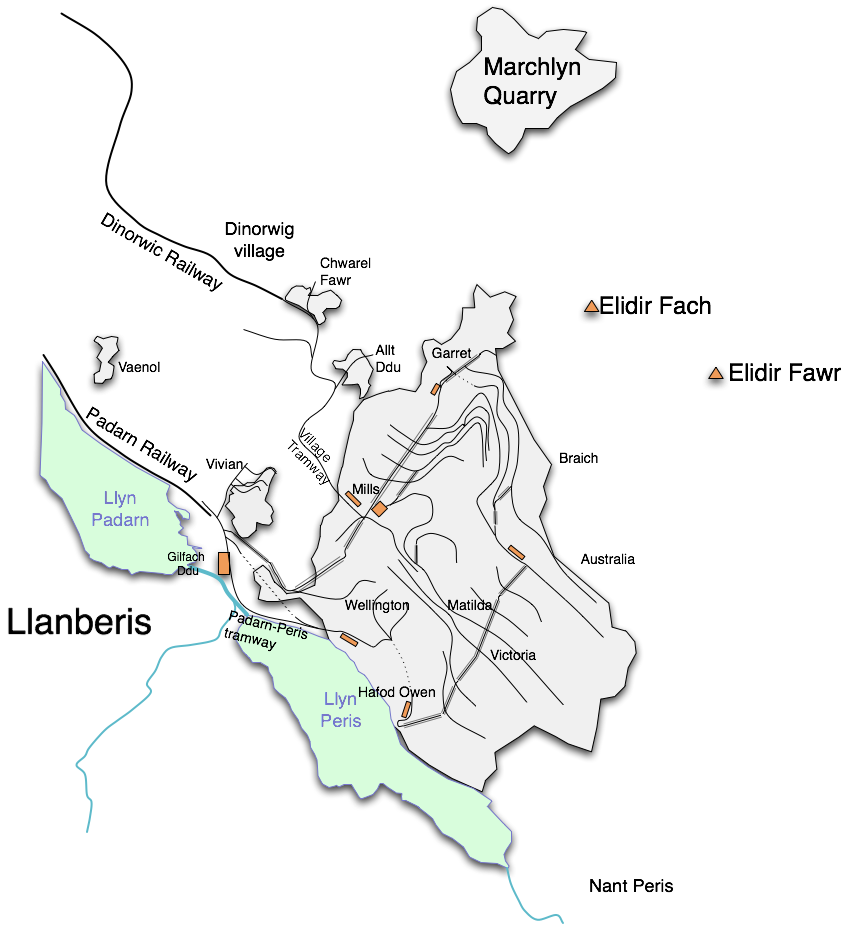
Lageplan des Dinorwic-Steinbruchs, mit Schrägaufzügen, Mühlen und dem Schienennetz der Bahnen

Das Pumpspeicherkraftwerk Dinorwig (englisch Dinorwig power station, auch englisch Dinorwic) befindet sich bei Dinorwig nahe der Ortschaft Llanberis im Snowdonia-Nationalpark in Gwynedd, Nord-Wales, Großbritannien. Es ist mit seiner Leistung von 1728 MW das leistungsstärkste Pumpspeicherwerk Europas und das drittstärkste weltweit. Es wird gebraucht, um Spitzenlasten im öffentlichen Stromversorgungsnetz abzudecken.
Das Wasser wird in großer Höhe im Marchlyn-Mawr-Reservoir gespeichert und während Zeiten starker Stromnachfrage durch Turbinen in den Llyn Peris abgelassen. Es wird in Zeiten schwachen Stromverbrauchs aus dem Llyn Peris in den Marchlyn Mawr zurückgepumpt.
Die Anlage wurde von 1974 bis 1984 im aufgegebenen Dinorwic-Steinbruch gebaut. Um den Nationalpark weniger zu stören, wurden die Kraftwerksanlagen tief in dem Berg Elidir Fawr gebaut. Die Baukosten betrugen insgesamt 425 Millionen britische Pfund. (Inflationsbereinigt entspricht dies heute 1.453 Millionen Pfund.)
Es war bis dahin das größte Bauprojekt der britischen Regierung. Der Auftragnehmer war ein Konsortium aus Alfred McAlpine, Charles Brand and Son und Zschokke (heute Implenia). Weitere Firmen waren Gleeson Civil Engineering (Marchlyn Dam), Mowlem (Zugangstunnel) und Thyssen (GB) (Ventilationsschächte).:711
Beim Bau wurden 1 Million Tonnen Beton, 200.000 Tonnen Zement und 4500 Tonnen Stahl verwendet. 12 Millionen Tonnen Fels mussten herausgebrochen werden. Dabei entstanden 16 km Tunnel, einige davon breit genug, dass sich zwei Lastwagen bequem begegnen können, und eine Kaverne mit den Abmessungen: 51 m hoch, 180 m lang und 23 m breit, die als „Konzerthalle“ bekannt ist. Das Kraftwerk ist bei Pentir mit dem britischen Nationalen Netz durch ein 400-kV-Kabel angeschlossen, das über eine Strecke von 10 km vergraben ist, damit man keine Strommasten sieht.
Das Kraftwerk verfügt über sechs 288-MW-GEC-Generatoren, die mit Francis-Turbinen gekoppelt sind, die auch rückwärts als Pumpen laufen können. Die Generatoren haben eine vertikale Achse. Aus dem Stillstand kann ein 450-Tonnen-Generator in 75 Sekunden synchronisiert und auf volle Last gefahren werden. Aus dem Leerlauf kann die Leistung von 1728 MW bei synchronisierten Generatoren innerhalb von 16 Sekunden erreicht werden. Das Kraftwerk kann mit einer Beckenfüllung sechs Stunden lang laufen.
Überschüssiges Wasser fließt zum Llyn Padarn ab. Beide, Llyn Peris und Llyn Padarn, waren die Heimat des Seesaibling (Arktischer Saibling), eines seltenen Fisches in Großbritannien. Als die Anlage in Betrieb genommen wurde, wurden die Fische gefangen und zu anderen Seen gebracht. Deshalb glaubt man, dass es nun wegen der schwankenden Wasserstände diese Fischart hier nicht mehr gibt.
Vor dem Bau von Dinorwig wurde die Regelleistung mit Gasturbinen sowie Kohle- und Ölkraftwerken im Lastfolgebetrieb erbracht.:638

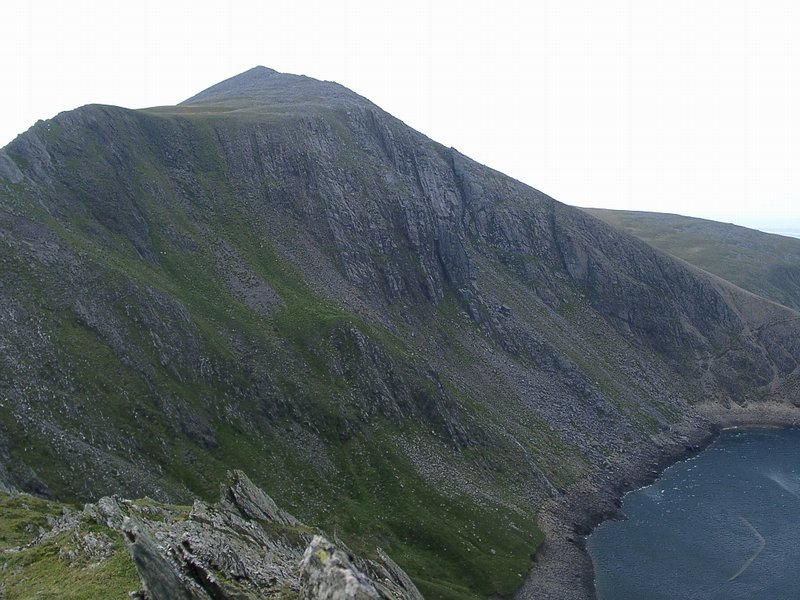
Elidir Fawr mit Marchlyn Mawr (rechts)

Ein weiterer Zweck von Dinorwig ist die Schwarzstartfähigkeit. Das Kraftwerk hat einen mittleren Wirkungsgrad von 74–75 %, das heißt, es verbraucht beim Pumpen 33 % mehr Elektrizität als es produziert. Das ist trotzdem günstiger, als zusätzliche Kraftwerke im Leerlauf bereitzuhalten.
Das Kraftwerk ist auch eine Touristenattraktion. Besucher können mit einem Minibus in den sogenannten „Electric Mountain“ hineinfahren.